# 1429 w polityce
Wydarzenia polityczne w 1429 roku.

## Wydarzenia
- kwiecień - wojna stuletnia: w reakcji na umacnianie wpływów angielskich we Francji Burgundia wycofuje wojska z oblężenia Orleanu[1].
- 8 maja – wojna stuletnia: Joanna d’Arc wyzwoliła Orlean.
- 18 czerwca - wojna stuletnia: decydujące zwycięstwo Francuzów w bitwie pod Patay, koniec angielskiej dominacji w wojnie stuletniej[1].
- 17 lipca - koronacja Karola VII w katedrze w Reims na króla Francji[2].